# Benacus
Benacus war eine keltische Lokalgottheit Oberitaliens. Seine Weihinschrift wurde am Ufer des Gardasees gefunden, weswegen davon ausgegangen werden kann, dass dieser Gott Namensgeber des Sees war (lateinischer Name: Lacus benacus).
Er wird als Vater des Mincius bezeichnet, des Flusses, der den Gardasee durchläuft. In galloromanischer Zeit wurde er im Rahmen der Interpretatio Romana mit Neptun in Verbindung gebracht.